# Новий Коїмбрський собор
40°12′34″ пн. ш. 8°25′28″ зх. д. / 40.209444° пн. ш. 8.424444° зх. д.

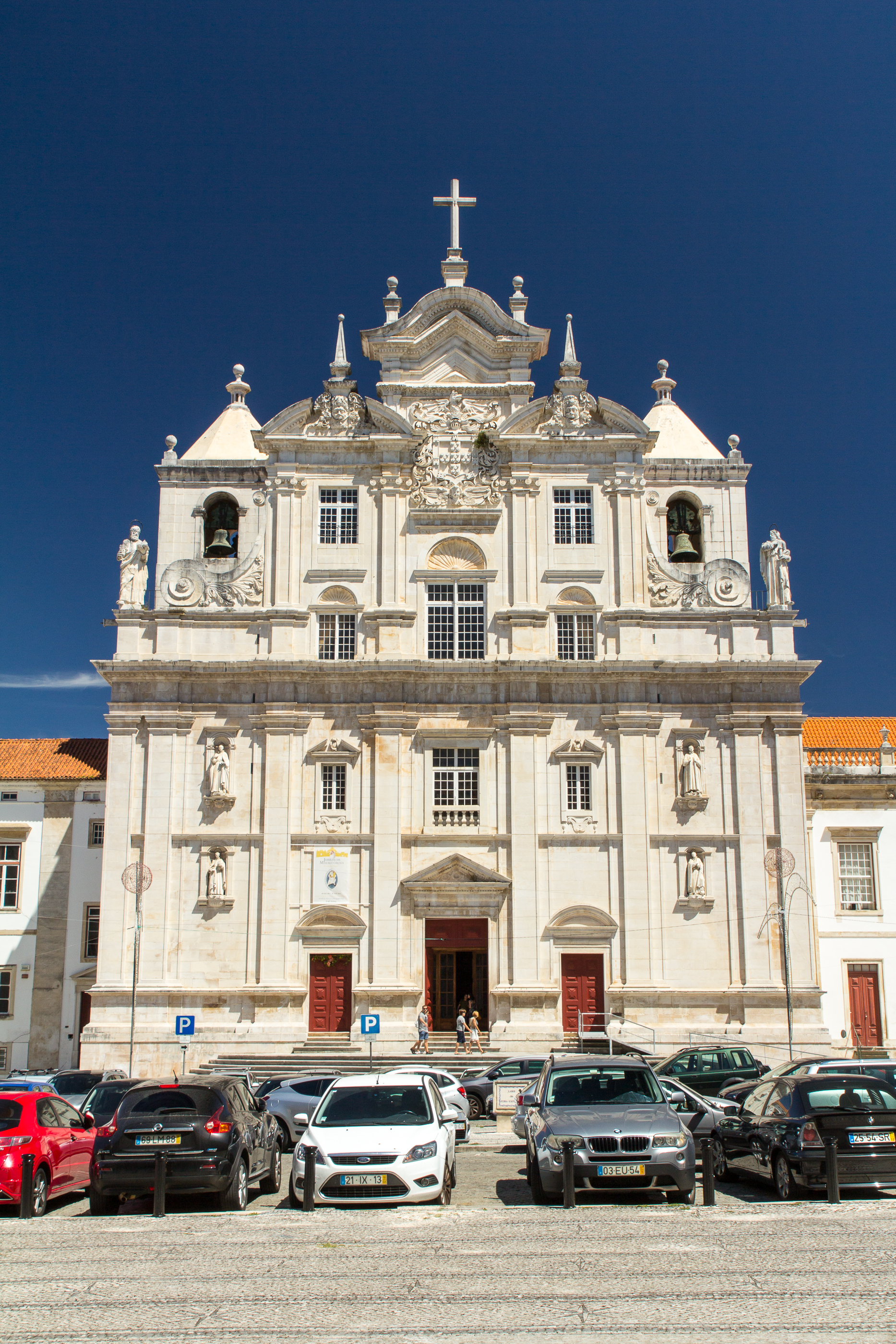
Новий Коїмбрський собор.

Нови́й Кої́мбрський собо́р (порт. Sé Nova de Coimbra), або Собо́р найсвяті́шого і́мені Ісу́са — католицький катедральний собор у Португалії, в місті Коїмбра, парафії Се-Нова. Пам'ятка барокового стилю XVI—XVII століття. Будувався з 1598 року. Був церквою Коїмбрського єзуїтського колегіуму (порт. Colégio do Santíssimo Nome de Jesus) (1542 — 1759). Власність Коїмбрської діоцезії. Нова катедра єпископів Коїмбрських після 1772 року.

## Видання колегіуму
- Vocabulario Portuguez e Latino (1712–1721, словник Блюто)